# Сім днів у травні
«Сім днів у травні» (англ. Seven Days in May) — американський політичний трилер про близьке майбутнє. Вийшов на екрани у 1964 році.

## Сюжет
Президент США Джордан Лиман підписує з СРСР договір про скорочення ядерної зброї, який зустрічають публічним обуренням, особливо серед впливових людей і військових, які не довіряють росіянам. Тим часом через тиждень в США повинні початися військові навчання під командуванням генерала Джеймса Скотта, покликані продемонструвати противникам договору військову міць країни. Під час підготовки до навчань заступник генерала Скотта полковник Джіггс Кейсі починає помічати якісь дрібні невідповідності і загадки в поведінці свого начальника. Полковник Кейсі починає складати шматочки головоломки в єдине ціле, поки перед ним чітко не вимальовується страшна картина змови з метою урядового перевороту в країні.

## У ролях
| Актор                  | Роль                       |
| ---------------------- | -------------------------- |
| Берт Ланкастер         | генерал Джеймс Скотт       |
| Кірк Дуглас            | полковник Мартін Кейсі     |
| Фредрік Марч           | президент Джордан Лімен    |
| Ава Гарднер            | Елеонора Голбрук           |
| Едмонд О'Браєн         | сенатор Реймонд Кларк      |
| Мартін Болсам          | Пол Жирар                  |
| Ендрю Дагган           | полковник Вільям Гендерсон |
| Х'ю Марлоу             | Гарольд МакФерсон          |
| Віт Бісселл            | сенатор Фредерік Прентіс   |
| Гелен Клееб            | Естер Таунсенд             |
| Джордж Макреді         | Крістофер Тодд             |
| Річард Андерсон        | полковник Мердок           |
| Барт Бернс             | Арт Корвін                 |
| Джон Ларкін            | полковник Джон Бродерік    |
| Джек Муллані           | лейтенант Дорсі Грейсон    |
| Колетт Джексон         | дівчина в барі             |
| Фредд Вейн             | Генрі Вітні                |
| Родольфо Ойос молодший | капітан Ортега             |
| Клегг Хойт             | Чарлі                      |